# Институт менеджмента Уганды
Институт менеджмента Уганды (англ. Uganda Management Institute, UMI ) — государственный национальный центр обучения в области менеджмента и администрирования в Уганде, один из девяти государственных институтов, присваивающих ученые степени в стране, помимо военных.

## Расположение
Институт менеджмента Уганды расположен на шоссе Кампала-Джинджа, примерно в трех километрах к востоку от центрального делового района, в Кампале, столице Уганды. Географические координаты UMI: 0°19'16.0"N, 32°35'52.0"E (Широта: 0.321111; Долгота: 32.597778). 

## История
Институт менеджмента Уганды начал учебную деятельность в 1968 году под названием Угандийский институт государственного управления (англ. Uganda Institute of Public Administration). Официальное открытие института состоялось 7 октября 1969 года. В первые годы институту было поручено проводить интенсивную подготовку без отрыва от производства африканцев, способных взять на себя более высокие обязанности после обретения независимости в 1962 году.
В начале 1970-х годов институт стал филиалом Университета Макерере, предлагая последипломное образование в области государственного управления и управления бизнесом. Диплом о высшем образовании в области управления кадрами был учрежден в середине 1980-х годов.
До 1992 года институт функционировал как департамент Министерства государственной службы. Этот статус изменился с принятием Устава Института менеджмента Уганды в 1992 году. Устав предоставил институту статус агентства с большой степенью автономии под руководством совета директоров. Программы были расширены, а набор студентов увеличился. К 1999 году институт предлагал степень магистра в области менеджмента, а также шесть аспирантских дипломов, сертификационных и краткосрочных курсов.

## Факультеты
По состоянию на июль 2014 года институт был разделен на следующие факультеты:
1. Факультет государственной службы, государственного управления и государственного управления
2. Школа бизнеса и менеджмента
3. Школа дистанционного обучения и информационных технологий
4. Факультет наук управления
5. Региональные центры; в Гулу, Мбале и Мбараре

## Филиалы
Институт имеет филиал в западном городе Уганды Мбарара. Центр расположен в здании администрации округа Мбарара в Камукузи, Мбарара, предлагает различные краткосрочные курсы и программы послевузовского образования и связан с главным кампусом института в Кампале посредством виртуальной видеоконференции. В 2008 году институт открыл филиал в городе Гулу в Северном регионе Уганды. Третий филиал находится в городе Мбале в Восточном регионе Уганды.